# Бисенто
Бисенто је јапанско оружје на мотки. Бисента је преузето и прерађено кинеско оружје гуан дао. Састоји се од дебеле искривљене оштрице намонтиране на дугачки дрвени штап ово оружје је врло слично нагинати. Историја оружја је мало нејасна, зна се да је измишљено у Кини током 5. века. То је била претеча Нагинате и користила се углавном за борбу против коњице.